# تصفيات بطولة أمم أوروبا 2012 المجموعة ر
ترتيب ونتائج المجموعة الخامسة من مسابقة تصفيات كأس الأمم الأوروبية لكرة القدم 2012.

## الترتيب
| م | الفريق     | لعب | ف | ت | خ  | أ.له | أ.ع | أ.ف | نقاط | التأهل                   |     | هولندا | السويد | المجر | فنلندا | مولدوفا | سان مارينو |
| - | ---------- | --- | - | - | -- | ---- | --- | --- | ---- | ------------------------ | --- | ------ | ------ | ----- | ------ | ------- | ---------- |
| 1 | هولندا     | 10  | 9 | 0 | 1  | 37   | 8   | +29 | 27   | التأهل للمسابقة النهائية |     | —      | 4–1    | 5–3   | 2–1    | 1–0     | 11–0       |
| 2 | السويد     | 10  | 8 | 0 | 2  | 31   | 11  | +20 | 24   | التأهل للمسابقة النهائية |     | 3–2    | —      | 2–0   | 5–0    | 2–1     | 6–0        |
| 3 | المجر      | 10  | 6 | 1 | 3  | 22   | 14  | +8  | 19   |                          |     | 0–4    | 2–1    | —     | 0–0    | 2–1     | 8–0        |
| 4 | فنلندا     | 10  | 3 | 1 | 6  | 16   | 16  | 0   | 10   |                          | 0–2 | 1–2    | 1–2    | —     | 4–1    | 8–0     |            |
| 5 | مولدوفا    | 10  | 3 | 0 | 7  | 12   | 16  | −4  | 9    |                          | 0–1 | 1–4    | 0–2    | 2–0   | —      | 4–0     |            |
| 6 | سان مارينو | 10  | 0 | 0 | 10 | 0    | 53  | −53 | 0    |                          | 0–5 | 0–5    | 0–3    | 0–1   | 0–2    | —       |            |

## المباريات
مباريات المجموعة تم التفاوض بها بين المشاكرين في اجتماع عقد في أمستردام، هولندا يوم 17 فبراير 2010.
| مولدوفا                                  | 2–0   | فنلندا |
| ---------------------------------------- | ----- | ------ |
| ألكساندر سوفوروف 69' · أناتولي دوروش 74' | تقرير |        |

| السويد                   | 2–0   | المجر |
| ------------------------ | ----- | ----- |
| بونتوس فيرنبلوم 51'، 73' | تقرير |       |

| سان مارينو | 0–5   | هولندا                                                                         |
| ---------- | ----- | ------------------------------------------------------------------------------ |
|            | تقرير | ديرك كويت 16' (ركلة.) · كلاس يان هونتيلار 38'، 48'، 66' · رود فان نيستلروي 89' |

| السويد | 6–0   | سان مارينو |
| --- | ----- | ---------- |
| زلاتان إبراهيموفيتش 7'، 77' · D. Simoncini 12' (ه.ذ.) · A. Simoncini 26' (ه.ذ.) · أندرياس غرانكفيست 51' · ماركوس بيرغ 90+3' | تقرير |            |

| المجر                                   | 2–1   | مولدوفا              |
| --------------------------------------- | ----- | -------------------- |
| غيرغيلي رودولف 50' · فلاديمير كومان 66' | تقرير | ألكساندر سوفوروف 79' |

| هولندا                            | 2–1   | فنلندا             |
| --------------------------------- | ----- | ------------------ |
| كلاس يان هونتيلار 7'، 16' (ركلة.) | تقرير | ميكائيل فورسيل 18' |

| المجر | 8–0   | سان مارينو |
| --- | ----- | ---------- |
| غيرغيلي رودولف 11'، 25' · آدم سالاي 18'، 27'، 48' · فلاديمير كومان 60' · بالاج دجودجاك 89' · زولتان غيرا 90+4' (ركلة.) | تقرير |            |

| مولدوفا | 0–1   | هولندا                |
| ------- | ----- | --------------------- |
|         | تقرير | كلاس يان هونتيلار 37' |

| فنلندا             | 1–2   | المجر                               |
| ------------------ | ----- | ----------------------------------- |
| ميكائيل فورسيل 86' | تقرير | آدم سالاي 50' · بالاج دجودجاك 90+4' |

| هولندا                                              | 4–1   | السويد                |
| --------------------------------------------------- | ----- | --------------------- |
| كلاس يان هونتيلار 4'، 55' · إبراهيم أفيلاي 37'، 59' | تقرير | أندرياس غرانكفيست 69' |

| سان مارينو | 0–2   | مولدوفا                               |
| ---------- | ----- | ------------------------------------- |
|            | تقرير | جوسان نيكولاي 20' · Doroș 86' (ركلة.) |

| فنلندا | 8–0   | سان مارينو |
| --- | ----- | ---------- |
| ميكا فايرينن 39' · كاسبر هاماليانين 49'، 67' · ميكائيل فورسيل 51'، 59'، 78' · ياري ليتمانن 71' (ركلة.) · روني بوروكارا 73' | تقرير |            |

| المجر | 0–4   | هولندا                                                                            |
| ----- | ----- | --------------------------------------------------------------------------------- |
|       | تقرير | رافاييل فان در فارت 8' · إبراهيم أفيلاي 45' · ديرك كويت 54' · روبين فان بيرسي 62' |

| السويد                                    | 2–1   | مولدوفا                |
| ----------------------------------------- | ----- | ---------------------- |
| ميكائيل لوستيغ 30' · سيباستيان لارسون 82' | تقرير | ألكساندر سوفوروف 90+2' |

| هولندا                                                                             | 5–3   | المجر                                     |
| ---------------------------------------------------------------------------------- | ----- | ----------------------------------------- |
| روبين فان بيرسي 13' · ويسلي سنايدر 61' · رود فان نيستلروي 73' · ديرك كويت 78'، 81' | تقرير | غيرغيلي رودولف 46' · زولتان غيرا 50'، 75' |

| سان مارينو | 0–1   | فنلندا             |
| ---------- | ----- | ------------------ |
|            | تقرير | ميكائيل فورسيل 41' |

| مولدوفا     | 1–4   | السويد                                                           |
| ----------- | ----- | ---------------------------------------------------------------- |
| Bugaiov 61' | تقرير | أولا تويفونين 11' · يوهان إلماندر 30'، 58' · أليكساندر غريند 88' |

| السويد                                                                 | 5–0   | فنلندا |
| ---------------------------------------------------------------------- | ----- | ------ |
| كيم شلستروم 12' · زلاتان إبراهيموفيتش 31'، 35'، 53' · أمير بايرامي 84' | تقرير |        |

| سان مارينو | 0–3   | المجر                                             |
| ---------- | ----- | ------------------------------------------------- |
|            | تقرير | Lipták 40' · أمري زابيكس 49' · فلاديمير كومان 83' |

| فنلندا                                                                    | 4–1   | مولدوفا           |
| ------------------------------------------------------------------------- | ----- | ----------------- |
| كاسبر هاماليانين 11'، 43' · ميكائيل فورسيل 52' (ركلة.) · Armaș 71' (ه.ذ.) | تقرير | سيرغي ألكسييف 85' |

| المجر                                | 2–1   | السويد                 |
| ------------------------------------ | ----- | ---------------------- |
| أمري زابيكس 44' · غيرغيلي رودولف 90' | تقرير | كريستيان فيلهلمسون 60' |

| هولندا | 11–0  | سان مارينو |
| --- | ----- | ---------- |
| روبين فان بيرسي 7'، 65'، 67'، 79' · ويسلي سنايدر 12'، 87' · جون هيتينغا 17' · ديرك كويت 49' · كلاس يان هونتيلار 56'، 77' · جورجينيو فينالدوم 89' | تقرير |            |

| فنلندا | 0–2   | هولندا                                |
| ------ | ----- | ------------------------------------- |
|        | تقرير | كيفن ستروتمان 29' · لوك دي يونغ 90+3' |

| مولدوفا | 0–2   | المجر                                   |
| ------- | ----- | --------------------------------------- |
|         | تقرير | ڤيلموش ڤانتساك ‏ 7' · غيرغيلي رودولف 83' |

| سان مارينو | 0–5   | السويد                                                                                 |
| ---------- | ----- | -------------------------------------------------------------------------------------- |
|            | تقرير | كيم شلستروم 64' · كريستيان فيلهلمسون 70'، 90+3' · مارتين أولسون 81' · توبياس هيسين 89' |

| فنلندا          | 1–2   | السويد                                  |
| --------------- | ----- | --------------------------------------- |
| جونا تويفيو 73' | تقرير | سيباستيان لارسون 8' · مارتين أولسون 52' |

| هولندا                | 1–0   | مولدوفا |
| --------------------- | ----- | ------- |
| كلاس يان هونتيلار 40' | تقرير |         |

| المجر | 0–0   | فنلندا |
| ----- | ----- | ------ |
|       | تقرير |        |

| مولدوفا                                                                           | 4–0   | سان مارينو |
| --------------------------------------------------------------------------------- | ----- | ---------- |
| Zmeu 30' · سيمون باكيوكي 61' (ه.ذ.) · ألكساندر سوفوروف 66' · غيورغي أندرونيتش 87' | تقرير |            |

| السويد                                                             | 3–2   | هولندا                                |
| ------------------------------------------------------------------ | ----- | ------------------------------------- |
| كيم شلستروم 14' · سيباستيان لارسون 52' (ركلة.) · أولا تويفونين 53' | تقرير | كلاس يان هونتيلار 23' · ديرك كويت 50' |

## الهدافون
12 هدف
- كلاس يان هونتيلار

7 أهداف
- ميكائيل فورسيل

6 أهداف
| - غيرغيلي رودولف | - ديرك كويت | - روبين فان بيرسي |

5 أهداف
- زلاتان إبراهيموفيتش

4 أهداف
| - كاسبر هاماليانين | - آدم سالاي | - ألكساندر سوفوروف |

3 أهداف
| - زولتان غيرا - فلاديمير كومان - إبراهيم أفيلاي | - ويسلي سنايدر - كيم شلستروم | - سيباستيان لارسون - كريستيان فيلهلمسون |

هدفان
| - بالاج دجودجاك - أمري زابيكس - Anatolie Doroș | - رود فان نيستلروي - يوهان إلماندر - أندرياس غرانكفيست | - مارتين أولسون - أولا تويفونين - بونتوس فيرنبلوم |

هدف
| - ياري ليتمانن - روني بوروكارا - يونا تويفيو - ميكا فايرينن - زولتان ليبتاك - ڤيلموش ڤانتساك ‏ - سيرغي ألكسييف | - غيورغي أندرونيتش - إيغور بوغايوف - جوسان نيكولاي - Denis Zmeu - لوك دي يونغ - جون هيتينغا - كيفن ستروتمان | - رافاييل فان در فارت - جورجينيو فينالدوم - أمير بايرامي - ماركوس بيرغ - أليكساندر غريند - توبياس هيسين - ميكائيل لوستيغ |

هدف ذاتي
| - إيغور أرماش (لعب ضد فنلندا) - سيمون باكيوكي (لعب ضد مولدوفا) | - Aldo Simoncini (لعب ضد السويد) | - Davide Simoncini (لعب ضد السويد) |